# Amazon Alexa
Amazon Alexa, také známá jednoduše jako Alexa, je virtuální asistent založený na umělé inteligenci, vyvíjený společností Amazon. Alexa byla poprvé použita v inteligentních reproduktorech Amazon Echo vyvinutých společností Amazon Lab126. Alexa je schopná hlasové interakce se svými uživateli, odpovědí na otázky uživatelů, přehrávání hudby, vytváření seznamů úkolů, nastavení budíků, streamování podcastů, přehrávání audioknih a poskytování informací o počasí, provozu, sportu a dalších informací v reálném čase, například zpráv. Alexa může také ovládat další chytrá zařízení pomocí systému domácí automatizace, a tím spoluvytvářet chytrou domácnost. Uživatelé mohou rozšířit možnosti Alexy pomocí instalace aplikací, které obsahují další funkce vyvinuté třetími stranami.
Většina zařízení s Alexou umožňuje uživatelům aktivovat asistenta pomocí klíčových slov (například Alexa nebo Amazon). Další zařízení (například mobilní aplikace Amazon pro iOS nebo Android a Amazon Dash Wand) vyžadují, aby uživatel aktivoval Alexu (do stavu, kdy naslouchá příkazům uživatele) stisknutím tlačítka, i když některé telefony také umožňují uživateli vyslovit příkaz, například „Alexa“ nebo "Alexa wake". V současné době je možná komunikace s Alexou pouze v angličtině, němčině, francouzštině, italštině, španělštině, portugalštině, japonštině a hindštině. V Kanadě je Alexa k dispozici v angličtině a francouzštině (s quebeckým přízvukem).
K listopadu 2020 zaměstnával Amazon více než deset tisíc zaměstnanců, kteří pracovali na vývoji Alexy a souvisejících produktů V lednu 2019 oznámil Amazon, že prodali více než 100 milionů zařízení s nainstalovanou Alexou.

## Funkce
Alexa může řadu přednastavených funkcí provádět ihned po prvním spuštění; například nastavit časovače, oznámit aktuální počasí, vytvářet seznamy úkolů, sdělovat informace pomocí článků na Wikipedii a mnoho dalších věcí. Uživatelé pro aktivaci Alexy používají klíčového slova (výchozí je slovo „Alexa“), aby zařízení podporující Alexu upozornilo, že bude následovat nějaký příkaz. Když jsou Alexe kladeny otázky, Alexa převádí zvuk, což jí umožňuje shromažďovat informace z různých zdrojů. Pod pokličkou jsou shromážděná data poté analyzována technologií Wolframu, aby se získaly vhodné a přesné odpovědi. Zařízení podporovaná Alexou mohou streamovat hudbu z účtů Amazon Music jejich majitele a mají rovněž integrovanou podporu pro účty Pandora a Spotify.

## Kontroverze
Bylo odhaleno, že Alexa využívá dat pro personalizovaný obsah mediálního sdělení, aniž by s tím uživatelé souhlasili.